# Hannes Reinmayr
Hannes Reinmayr (ur. 23 sierpnia 1969 w Wiedniu) – austriacki piłkarz grający na pozycji napastnika.

## Kariera klubowa
Karierę piłkarską Reinmayr rozpoczął w małym amatorskim klubie o nazwie SC Kaiserebersdorf. Grał tam do 1987 roku i wtedy trafił do pierwszoligowej Austrii Wiedeń. W jej barwach zadebiutował w Bundeslidze, ale rozegrał w tamtym sezonie tylko 2 spotkania (łącznie 44 minuty). W październiku 1988 roku odszedł do drugoligowego FC Salzburg. Tam grał przez jeden sezon, a w 1989 roku wrócił do Wiednia i występował najpierw w Wiener Sport-Club (sezon 1989/1990), a następnie w First Vienna FC (sezon 1990/1991). Latem 1991 został zawodnikiem FC Stahl Linz.
W 1992 roku Reinmayr wyjechał do Niemiec i został piłkarzem MSV Duisburg. W drugiej lidze zadebiutował w wygranym 2:0 spotkaniu z Fortuną Köln. Zdobył 2 gole i nieznacznie przyczynił się do awansu Duisburga do pierwszej ligi. W niej z kolei zaliczył 3 trafienia, a w 1994 roku po utrzymaniu się Duisburga przeszedł do Bayeru Uerdingen, gdzie jednak spisał się słabo i nie zdobył gola.
W 1995 roku Hannes wrócił do Austrii i podpisał kontrakt ze Sturmem Graz. Był rezerwowym dla Ivicy Vasticia oraz Mario Haasa. W 1996 roku zdobył zarówno Puchar Austrii, jak i Superpuchar Austrii, a rok później powtórzył to pierwsze osiągnięcie. W sezonie 1997/1998 zdobył 15 bramek i był drugim najlepszym strzelcem Sturmu, który po raz pierwszy w historii wywalczył tytuł mistrza Austrii. W sezonie 1998/1999 po raz pierwszy wystąpił w fazie grupowej Ligi Mistrzów, a w Bundeslidze strzelił 11 goli. Został też po raz drugi w karierze mistrzem Austrii i trzeci raz zdobywcą krajowego pucharu. W kolejnych sezonach nadal był podstawowym zawodnikiem zespołu, ale nie osiągnął większych sukcesów.
Na początku 2002 roku Reinmayr znów trafił do 2. Bundesligi. Grał w 1. FC Saarbrücken, z którym spadł o klasę niżej, a latem przeszedł do SV Mattersburg. Wywalczył z nim awans do austriackiej ekstraklasy, a ostatnie 3 lata piłkarskiej kariery, którą zakończył w 2006 roku, spędził w trzecioligowym SK. St. Andrä.
| Sezon   | Klub              | Kraj    | Rozgrywki          | Mecze | Bramki |
| ------- | ----------------- | ------- | ------------------ | ----- | ------ |
| 1987/88 | Austria Wiedeń    | Austria | Bundesliga         | 2     | 0      |
| 1988/89 | FC Salzburg       | Austria | 2. liga            | ?     | ?      |
| 1989/90 | Wiener Sport Club | Austria | Bundesliga         | ?     | ?      |
| 1990/91 | First Vienna FC   | Austria | Bundesliga         | 21    | 4      |
| 1991/92 | FC Stahl Linznz   | Austria | Bundesliga         | 32    | 4      |
| 1992/93 | MSV Duisburg      | Niemcy  | 2. Bundesliga      | 17    | 2      |
| 1993/94 | MSV Duisburg      | Niemcy  | Bundesliga         | 26    | 3      |
| 1994/95 | Bayer Uerdingen   | Niemcy  | Bundesliga         | 15    | 0      |
| 1995/96 | Sturm Graz        | Austria | Bundesliga         | 32    | 2      |
| 1996/97 | Sturm Graz        | Austria | Bundesliga         | 27    | 4      |
| 1997/98 | Sturm Graz        | Austria | Bundesliga         | 33    | 15     |
| 1998/99 | Sturm Graz        | Austria | Bundesliga         | 31    | 11     |
| 1999/00 | Sturm Graz        | Austria | Bundesliga         | 32    | 6      |
| 2000/01 | Sturm Graz        | Austria | Bundesliga         | 25    | 3      |
| 2001/02 | Sturm Graz        | Austria | Bundesliga         | 11    | 1      |
| 2001/02 | 1. FC Saarbrücken | Niemcy  | 2. Bundesliga      | 14    | 1      |
| 2002/03 | SV Mattersburg    | Austria | Red Zac-Erste Liga | 25    | 1      |
| 2003/04 | SK. St. Andrä     | Austria | Regionalliga       | ?     | ?      |
| 2004/05 | SK. St. Andrä     | Austria | Regionalliga       | ?     | ?      |
| 2005/06 | SK. St. Andrä     | Austria | Regionalliga       | ?     | ?      |

## Kariera reprezentacyjna
W reprezentacji Austrii Reinmayr zadebiutował 27 października 1993 w zremisowanym 1:1 spotkaniu z Izraelem. W 1998 roku został powołany przez Herberta Prohaskę do kadry na Mistrzostwa Świata we Francji. Na tym turnieju wystąpił tylko w przegranym 1:2 meczu z Włochami. Ostatni mecz w reprezentacji rozegrał 27 marca 1999 przeciwko Hiszpanii, przegrany przez Austriaków aż 0:9. W kadrze narodowej wystąpił 14 razy i zdobył 4 gole.